# Een dans met draken
Een dans met draken (oorspronkelijke titel: A Dance with Dragons) is het vijfde deel in de zevendelige fantasyserie Het lied van ijs en vuur, geschreven door de Amerikaanse schrijver George R.R. Martin. In maart 2011 kondigde uitgeverij Bantam Spectra aan dat het boek gepubliceerd zou worden op 12 juli 2011. De Nederlandse vertaling wordt in 2 delen uitgegeven. Het eerste deel, Oude vetes, nieuwe strijd, is uitgekomen op 26 november 2011. Het tweede deel, Zwaarden tegen draken, verscheen in februari 2012.
Het manuscript van Een dans met draken bedroeg 1500 pagina's en is het op een na langste deel in de serie tot dusver. Oorspronkelijk was de titel bedoeld voor het tweede deel in de serie, toen Martin de bedoeling had een trilogie te schrijven.
Begin 2006 publiceerde Martin enkele korte hoofdstukken van het boek op zijn website en op de Amerikaanse website Amazon.
Een dans met draken speelt zich net als de voorgaande delen af in de fictieve wereld Westeros, een soort van middeleeuws Europa waar de seizoenen soms wel tien jaar kunnen aanhouden. De serie volgt het verhaal van een strijd om de troon van Koningslanding, waar de IJzeren Troon staat.

## Inhoud

### De Muur en erachter
Stannis Baratheon, een pretendent van de IJzeren Troon van Westeros, bezet de Muur aan de noordgrens van het rijk, nadat hij een invasie van wildlingen uit de noordelijke wildernis heeft helpen weerstaan. Stannis executeert Mans Roover, de leider van de wildlingen omdat die weigert de knie voor hem te buigen, en trekt met zijn leger zuidwaarts om steun te verwerven voor zijn aanspraak op de IJzeren Troon.
Jon Sneeuw, de nieuw verkozen Opperbevelhebber van de Nachtwacht, de orde die de Muur verdedigt, bereidt de verdediging tegen de Anderen voor, vijandige niet-menselijke wezens uit het verre noorden. Jon onderhandelt met de wildlingenleider Tormund Reuzendoder om de wildlingen voorbij de Muur te laten in ruil voor hun hulp in het verdedigen ervan. Dit resulteert in een precaire vrede, maar zorgt ook voor verzet binnen de Nachtwacht, die de wildlingen eeuwenlang als hun vijanden hebben beschouwd.
Stannis' raadgever, de tovenares Melisandre, waarschuwt Jon dat zijn halfzus, Arya Stark, in de problemen zit. Mans wordt onthuld nog in leven te zijn door Melisandre's magisch bedrog. Hij werd zuidwaarts gestuurd naar Winterfel, het voorouderlijke kasteel van de Starks, dat nu bezet wordt door hun vijanden, Boltens, om Arya te redden. Het meisje in Melisandre's visioenen blijkt echter Alys Karstark te zijn, een jonge edelvrouw die naar de Muur is gevlucht om aan haar verraderlijke oom te ontsnappen. Om Alys te beschermen en de wildlingen in de samenleving van Westeros in te burgeren, regelt Jon een huwelijk tussen Alys en Sigorn van Thenn, een wildlingenleider.
Jon ontvangt een honende letter van Rammert Bolten, die beweert Stannis' leger bij Winterfel te hebben verslagen. Dreigend met een aanval eist Rammert dat Jon hem Stannis' vrouw, dochter en andere gijzelaars stuurt, net als Arya en Jons pleegbroer Theon Grauwvreugd, die Jon al jaren niet meer heeft gezien. Jon beslist om zelf ten strijde te trekken tegen Rammert, en ronselt vrijwilligers om hem te vergezellen. Zijn officieren zien Jons daad als verraad van de neutraliteit van de Nachtwacht, en hij wordt bij een muiterij neergestoken.
Intussen wordt Jons kreupele halfbroer Bran Stark, die ten noorden van de Muur reist, naar de laatste overlevende Kinderen van het Woud geleid, de niet-menselijke oorspronkelijke bewoners van Westeros. Zij stellen Bran en zijn gezellen voor aan de 'laatste groenziener', een oeroude man die vervlochten zit in de wortels van een weerhoutboom. Hij leert Bran het helderziende 'groenzien', dat hem in staat stelt het verleden en heden te zien doorheen de ogen van de weerhoutbomen die verspreid doorheen het Noorden groeien.

### Aan de overkant van de Enge Zee

#### In de Vrijsteden
Nadat hij zijn vader Tywin, de Hand des Konings, heeft vermoord, wordt de dwerg Tyrion Lannister door de spionnenmeester Varys uit Westeros gesmokkeld naar de stad Pentos, waar hij wordt opgevangen door de koopman Illyrio Mopatis. Tyrion wordt zuidwaarts gezonden met een groep, schijnbaar om de verbannen prinses Daenerys Targaryen, die de enige nog levende draken beheerst, bij haar aanspraak op de IJzeren Troon. Tyrion leert dat Varys en Illyrio de doodgewaande Aegon Targaryen, zoon van Daenerys' overleden broer prins Rhaegar, hebben verscholen, en dat zij hem met Daenerys' hulp als koning van Westeros willen instellen. Tyrion overtuigt Aegon om Westeros onmiddellijk binnen te vallen, zonder op Daenerys te wachten. Weldra wordt Tyrion ontvoerd door Daenerys' in ongenade gevallen raadgever Jorah Mormont, die hem aan Daenerys wil overleveren om haar gunst terug te verdienen.
In de Vrijstad Braavos is Arya een acoliet van het moordenaarsgilde dat bekend staat als de Gezichtsloze Mannen. Wanneer ze haar tijdelijk tot blinde maken, ontwikkelt Arya haar gehoorszin en realiseert ze dat ze kan "zien" doorheen katten op dezelfde manier als ze dat ooit kon met haar schrikwolf Nymeria. Nadat haar zicht wordt hersteld, wordt Arya opgedragen een corrupte handelaar te vermoorden terwijl ze magisch vermomd is met het gezicht van een ander meisje. Nadat ze dit doet wordt Arya als leerlinge van de Gezichtsloze Mannen erkend, om naar een andere moordenaar te worden gestuurd en haar training verder te zetten.

#### In de Baai van Slavenhandelaars
Daenerys heeft de stad Mereen veroverd en slavernij verbannen, maar slaagt er niet in om vrede te sluiten tussen verschillende facties binnen de stad, waaronder de Zonen van de Harpij, een gewelddadige verzetsgroep, en met de naburige stad Yunkai.
Daenerys' draken zijn gevaarlijker en gevaarlijker geworden, en met tegenzin sluit ze ze op in een kerker, voor de veiligheid van haar volk. Drogon, de grootste ontglipt en vliegt weg. Ondanks haar seksuele verhouding met de huurling Daario Naharis, trouwt Daenerys met de Mereenese edelman Hizdahr zo Loraq om een bondgenootschap te smeden om de Zonen van de Harpij tevreden te stellen.
Quentyn Martel, zoon van de prins van Dorne in zuidelijk Westeros, komt aan in Mereen in de hoop om de alliantie tussen Daenerys' familie en de zijne te hernieuwen, maar hij slaagt er niet in haar aandacht te verwerven. Jorah en Tyrion lijden schipbreuk, worden ontvoerd en verkocht aan een slavenhandelaar uit Yunkai. Tyrion ontsnapt uit het Yunkische leger dat Mereen belegert, treedt toe tot de Tweede Zonen, een huurlingengroep, en haalt hen over de kant van Daenerys te kiezen. Intussen vaart ook een andere Westerosi, Victarion Grauwvreugd, met de IJzeren Vloot naar Mereen, in de bedoeling Daenerys te trouwen en haar draken te gebruiken om zijn broer, de koning van de IJzergeborenen omver te werpen.
Op aandringen van Hizdahr heropent Daenerys de 'vechtkuilen' van de stad voor gladiatorengevechten, maar het geluid en de slachting trekken Drogon aan. In de chaos die volgt beklimt Daenerys Drogon om hem te kalmeren, maar hij vliegt weg met haar. Hizdahr wordt verdacht in een poging om Daenerys te vergiftigen. Haar raadgever, Barristan Selmy, verwijdert hem uit haar macht, en de Zonen van de Harpij hervatten hun moordpartijen. Barristan bereidt zich voor op gevechten met de legers buiten Mereen. Quentyn probeert zijn waarde te bewijzen door één van de overblijvende draken te berijden, maar wordt gedood en beide draken ontsnappen.
Drogon vliegt Daenerys naar de Dothrakizee, het grasland dat wordt beheerst door de nomadische Dothraki. Na verschillende dagen wordt Daenerys onderschept door een Dothrakihorde geleid door Khal Jhaqo.

### In de Zeven Koninkrijken

#### Het Noorden
In het Noorden heeft Rous Bolten het Huis Stark omvergeworpen, en is benoemd tot Bewaarder van het Noorden na een bondgenootschap met het Huis Frey. Veel van het gebied wordt bezet door IJzergeborenen. Op basis van Jon Sneeuws advies wint Stannis de steun van de noordelijke bergclans door te beloven Winterfel te heroveren en de IJzergeborenen te verdrijven. Met hun steun neemt Stannis Asha Grauwvreugd, Victarions nicht, gevangen, en trekt met zijn strijdmachten naar Winterfel om de Boltens aan te vallen, maar zijn doorgang wordt verhinderd door zware sneeuwstormen.
Stannis' raadgever Davos Zeewaard wordt naar de rijke heer Wijman Manderling gestuurd om zijn steun te verwerven. Die doet alsof hij Davos terechtstelt om in de gunst te komen bij het Lannister-regime dat de IJzeren Troon beheerst. Tijdens een geheime ontmoeting vertelt Manderling Davos dat hij en andere Noordelijke vazalen onderwerping aan de Boltens en Lannisters veinzen terwijl ze wraak plotten voor de moord op Robb Stark, en een herstel van Stark-heerschappij voorstellen. Nadat hij Davos onthult dat de jonge Rickon Stark zich verbergt op het verre eiland Skagos, belooft Manderling Stannis te steunen als Davos Rickon kan vinden en de bondgenoten van de Starks rond hem te verenigen.
Theon Grauwvreugd is een gevangene van de Boltens, en wordt verminkt en gefolterd door Rous' sadistische bastaardzoon Rammert, die Theon herdoopt tot "Riek". Om zijn heerschappij over het Noorden te consolideren huwelijkt Rous Rammert uit aan "Arya Stark", maar het meisje is eigenlijk Jeyne Poel, een vriendin van Arya's zus Sansa, die wordt gedwongen te doen alsof ze Arya is, en die fysiek en seksueel door Rammert misbruikt wordt. Een vermomde Mans Roover komt aan te Winterfel en ronselt Theon om hem de valse Arya te bevrijden. Theon en Jeyne ontsnappen en springen van de kasteelmuur de sneeuw in om te worden gevangen door Stannis' krachten. 

#### Het Zuiden
Jaime Lannister, oom (en heimelijk ook vader) van de jonge koning Tommen Baratheon, onderhandelt de overgave van de laatste bondgenoten van Robb Stark, en maakt daarmee een formeel eind aan de oorlog tussen de Starks en Lannisters in de Rivierenlanden. Briënne van Tarth, die Jaime op een queeste had gestuurd naar Sansa Stark, zoekt Jaime op en vertelt hem dat Sansa in gevaar is; hij besluit haar te volgen.
Nadat Tyrion Aegon overtuigt om Westeros binnen te vallen, veroveren Aegon en zijn krachten verschillende kastelen in de Stormlanden, zonder veel weerstaand. Intussen bezwijkt Jon Conneghem, Aegons pleegvader, heimelijk aan grauwschub, een dodelijke en besmettelijke ziekte.
Doran Martel, de prins van Dorne, stuurt twee van zijn nichtjes noordwaarts naar de hoofdstad Koningslanding om het Geloof en de overheid te infiltreren en Dorne's belangen te behartigen.
Cersei Lannister, Tommens moeder een koningin-regent, werd gearresteerd door het Geloof op aanklacht van overspel en samenzwering. Om haar gevangenschap te beëindigen, biecht ze enkele mindere aanklachten op, maar geeft ze niet toe dat haar kinderen zijn voortgekomen uit incest, noch de moord op haar echtgenoot, koning Robert Baratheon. Als voorwaarde voor haar vrijlating wordt Cersei gedwongen zichzelf te vernederen door naakt door de stad te lopen. Intussen heeft Cersei's bondgenoot, de ex-maester Qyborn "ser Robert Sterk" gecreëerd, een acht voet hoge figuur omsloten door een harnas, om een onverslaanbare kampioen te zijn in Cersei's nakende gerechtelijk tweegevecht.
Nu ze aan de macht zijn proberen Cersei's oom Kevan Lannister en de grootmaester Pycelle de schade ten gevolge van Cersei's wanheerschappij te ontmantelen. Varys verschijnt echter opnieuw en vermoordt zowel Kevan als Pycelle, daarbij onthullend dat hij al jaren samenzweert om de Lannisters zichzelf te laten ontmantelen zodat Aegon Targaryen de troon kan opeisen, na opgevoed te zijn als ideale heerser. Het boek eindigt met Varys die zijn kindspionnen eropuit stuurt om Kevan te vermoorden.

## Perspectief
Het vertelperspectief in Een dans met draken wisselt tussen 18 verschillende personages. In tegenstelling tot de vorige boeken zijn er veel meer minder belangrijke personages die nu een eigen verhaallijn krijgen.
- Proloog: Varamyr Sixskins, een gedaanteverwisselaar en een van de overlevende Wildlingen ten noorden van de Muur
- In het Noorden:
  - Jon Sneeuw, de 998ste Commandant van de Nachtwacht en bastaardzoon van Ned Stark.
  - Bran Stark, de rechtmatige erfgenaam van zijn overleden broer Robb Stark. Op zoek naar een oude kracht achter de Muur, dood gewaand door zijn eigen familie.
  - Davos Zeewaard, een voormalige smokkelaar, nu in dienst van Stannis Baratheon. Leerde recent lezen, op pad gestuurd om te onderhandelen met White Harbor.
  - Riek, de prins van Winterfel, de Overloper, een geest in Winterfel: Theon Grauwvreugd, dood gewaande zoon van de overleden Balon Grauwvreugd van de IJzereilanden, gevangene van Ramsay Bolton en momenteel[(sinds) wanneer?]  gemarteld, uitgehongerd en nauwelijks bij zinnen.
  - De eigenzinnige bruid, de buit van de koning, het offer: Asha Grauwvreugd, nicht van Koning Euron Grauwvreugd van de IJzereilanden, de IJzereilanden ontvlucht na de kroning van haar oom.
  - Melisandre, een schaduwbinder van Asshai en toegewijde priesteres van de god R'hllor, raadgeefster van Stannis Baratheon.
- Op het oostelijke continent Essos:
  - Daenerys Targaryen, erfgenaam van de Targaryen-dynastie die meer dan 300 jaar over Westeros regeerde tot Roberts Rebellie. Zelfverklaarde Koningin van Westeros, momenteel[(sinds) wanneer?]  de stad Meereen regerend.
  - Tyrion Lannister, dwerg en oom van Koning Tommen van Westeros, een vluchteling beschuldigd van familie- en koningsmoord. Ontvluchtte de Zeven Koninkrijken.
  - De bediende van de koopman, de windzwervers, de versmade vrijer, de drakentemmer: Quentyn Martel, oudste zoon van Prins Doran Martel van Dorne. Op tocht naar het oosten op missie voor zijn vader.
  - De verdoolde ridder, de herboren griffioen: Jon Connington, voormalig Hand van de Koning onder Aerys II Targaryen en een van Prins Rhaegars beste vrienden. Verbannen en dood gewaand.
  - De Koninginnengarde, de afgedankte ridder, de koningsbreker, de Hand der Koningin: Barristan Selmy, voormalige commandant van Robert Baratheon's Koningsgarde. Eerste ridder van Koningin Daenerys' Koninginnengarde.
  - De ijzeren vrijer: Victarion Grauwvreugd: kapitein van de IJzeren Vloot, op queeste om Daenerys Targaryen te vinden om voor IJzergeborene doeleinden te gebruiken.
  - Het blinde meisje, het lelijke kleine meisje: Arya Stark, zich verschuilend in de vrije stad Braavos, waar ze de identiteit "Kat van de Kanalen" aannam en haar opleiding tot Gezichtsloze Man vervolledigt.
- In het Zuiden:
  - De wachter: Areo Hotah, gardekapitein van Doran Martel
  - Ser Jaime Lannister, de Koningsmoordenaar, commandant van de Koningsgarde, bezet momenteel[(sinds) wanneer?]  het gebied rond Riverrun.
  - Cersei Lannister, Koningin-regentes, momenteel[(sinds) wanneer?]  opgesloten in een torencel in afwachting van haar proces.
- Epiloog: Ser Kevan Lannister, hoofd van huis Lannister na de dood van zijn broer, momenteel[(sinds) wanneer?]  Hand van Koning Tommen.